# 劉繼勳
刘继勋（？—947年），五代十国后唐、后晋官员，卫州汲县人。
唐明宗天成年间，石敬瑭镇邺都，刘继勋时为客将，石敬瑭喜欢他的端庄谨慎，将其名登记于帐下，跟随他历任数镇。石敬瑭即位，擢升为阁门使，出任淄州刺史，历任澶州、郑州防御使，由宣徽北院使拜华州刺史、鎮國軍節度使。一年后，改为同州匡國軍節度使。晋出帝与契丹绝交，刘继勋当时为宣徽北院使，参预其谋，耶律德光攻下开封，刘继勋自镇来朝，被契丹人责备。当时馮道在侧，刘继勋指着他说：“少帝在邺都，冯道为首相，与景延广谋议，致使南北失和。臣官位至卑，未尝发言，现在请问冯道，冯道知道详细情况。”耶律德光说：“这个老头不是多事的人，不要牵连，都是你们干的。”刘继勋不敢再说。刘继勋当时有病，契丹主派人诊断他的病情，说有风痹，耶律德光说：“北方地凉，住在那里病就好了。”于是锁拿刘继勋。后来听说赵在礼死了，于是释放刘继勋，刘继勋忧愤而卒。后汉高祖刘知远入汴京，赠刘继勋为太尉。